# デイヴィッド・チャムリー (第7代チャムリー侯爵)
第7代チャムリー侯爵デイヴィッド・ジョージ・フィリップ・チャムリー（英: David George Philip Cholmondeley, 7th Marquess of Cholmondeley, KCVO、1960年6月27日）は、イギリスの貴族、政治家、映画監督。
父が爵位を継承する1968年までマルパス子爵（Viscount Malpas）、自身が爵位を継承する1990年までロックサヴェイジ伯爵（Earl of Rocksavage）の儀礼称号で称された。
映画監督としての芸名は「デイヴィッド・ロックサヴェイジ（David Rocksavage）」。

## 経歴

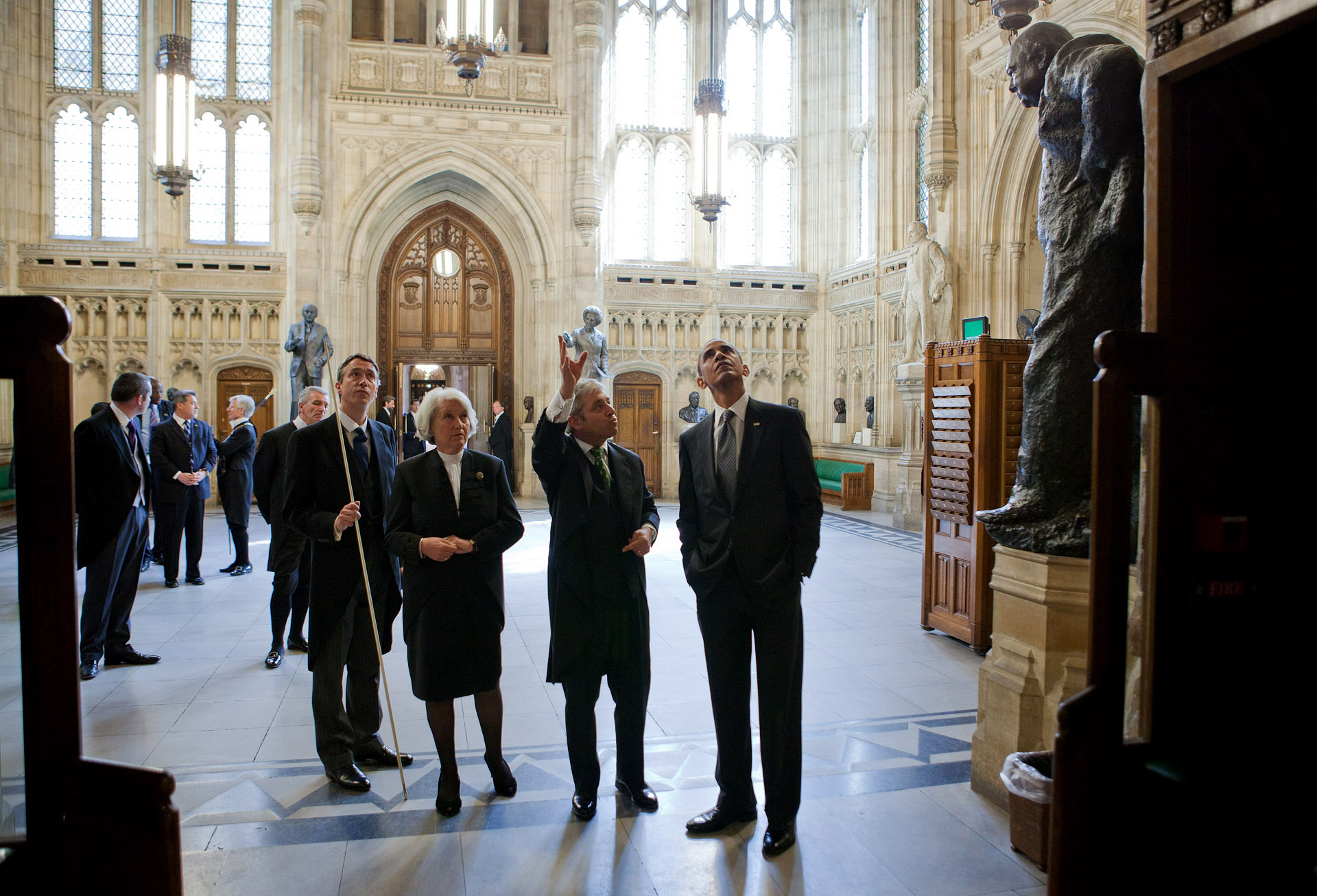
2011年5月25日、貴族院議長ヘイマン女男爵（左から2人目）や庶民院議長ジョン・バーコウ（右から2人目）とともにアメリカ合衆国大統領バラク・オバマ（右端）にウェストミンスター宮殿を案内するチャムリー侯爵（左端）。

1960年6月27日、後に第6代チャムリー侯爵となるロックサヴェイジ伯爵ヒュー・チャムリー（1968年に爵位継承）とその夫人ラヴィニア（旧姓レズリー）の第4子（長男）として生まれる。チャムリー侯爵家はノーフォークにホートン・ホール、チェシャー・マルパスにチャムリー城を所有し、マルパスに7,500エーカー (30 km2)もの地所を所有する大地主でもある。サンデー・タイムズ・リッチ・リストによるとチャムリー侯には約6000万ポンドの資産があり、富裕層の中でも特に富裕であるという。
イートン校に入学。1974年には女王エリザベス2世の名誉小姓を務めた。フランスのソルボンヌ大学へ進学した。
1990年3月13日に父の死により第7代チャムリー侯爵位を継承し、貴族院議員に列した。またチャムリー侯爵家が共同世襲権を有する式部卿に就任した。1999年の貴族院改革で世襲貴族の議席は大幅に制限されたが、式部卿は貴族院に議席を持ち続けることになった。2010年5月25日から貴族院議員を休職中である。
2022年、女王エリザベス2世の崩御に伴って式部卿を退任した。即位した国王チャールズ3世は第7代キャリントン男爵をその後任に指名した。
デイヴィッド・ロックサヴェイジ（David Rocksavage）の芸名で映画監督もしており、1995年にはトルーマン・カポーティの小説『遠い声 遠い部屋』の映画化の監督を務めた。1997年公開のエリック・ロメール監督の『レネットとミラベル/四つの冒険』では小さな役で出演。2009年公開の『太陽の影』でも監督を務めた。

## 栄典

### 爵位
1990年3月13日に父ヒュー・チャムリーの死により以下の爵位を継承した。
- 第7代チャムリー侯爵(7th Marquess of Cholmondeley)
(1815年11月22日の勅許状による連合王国貴族爵位)
- 第10代チャムリー伯爵(10th Earl of Cholmondeley)
(1706年12月29日の勅許状によるイングランド貴族爵位)
- 第7代ロックサヴェイジ伯爵(7th Earl of Rocksavage)
(1815年11月22日の勅許状による連合王国貴族爵位)
- 第11代ケルズのチャムリー子爵(11th Viscount Cholmondeley of Kells)
(1661年3月29日の勅許状によるアイルランド貴族爵位)
- 第10代マルパス子爵(10th Viscount Malpas)
(1706年12月29日の勅許状によるイングランド貴族爵位)
- 第10代チェスター州ナンツウィッチのチャムリー男爵(10th Baron Cholmondeley of Namptwich in the County of Chester)
(1689年4月10日の勅許状によるイングランド貴族爵位)
- 第9代ウェックスフォード県ニューボロのニューボロ男爵(9th Baron Newborough, of Newborough in the County of Wexford)
(1715年4月12日の勅許状によるアイルランド貴族爵位)
- 第9代アングルシー島のニューバラ男爵(Baron Newburgh, in the Isle of Anglesey)
(1716年7月10日の勅許状によるグレートブリテン貴族爵位)

### 勲章
- 2007年6月、ロイヤル・ヴィクトリア勲章ナイト・コマンダー（KCVO）[5]

### 名誉職その他
- 1992年、チェシャー州副統監（DL）[5]

## 家族
2009年6月にサラ・ローズ・ハンベリーと結婚し、彼女との間に以下の双子の兄弟と女児を儲けている。
- 第1子（長男）ロックサヴェイジ伯爵アレクサンダー・ヒュー・ジョージ・チャムリー（2009-）
- 第2子（次男）オリバー・ティモシー・ジョージ・チャムリー卿（2009-）
- 第3子（長女）アイリス・マリナ・アイリーン・チャムリー嬢（2016-）